# ¡Arriba Hazaña!
¡Arriba Hazaña! és una pel·lícula espanyola estrenada en 1978, dirigida per José María Gutiérrez Santos i que té com a protagonistes a Fernando Fernán Gómez, Héctor Alterio i José Sacristán.
Es va estrenar en ple període de la transició, enquadrada dins del gènere soci polític, que va aconseguir un bon èxit comercial.
Està basada en la novel·la El infierno y la brisa de l'escriptor de Huelva José María Vaz de Soto publicada el 1971.
La crítica del diari ABC deia en la seva estrena que es tractava d'un producte comercial amb dosi d'humor considerables, en el qual destaquen el paper dels actors, especialment Fernando Fernán Gómez que dona vida a un dur sacerdot exlegionario i Héctor Alterio que interpreta a un vacil·lant director.

## Argument
A Espanya, a la fi del franquisme, els alumnes d'un rígid internat religiós es revolten contra la repressiva normativa del col·legi i contra els seus directors. Al costat de Voltaire o Luter, el polític republicà Manuel Azaña és presentat com a símbol de la resistència democràtica, si bé els estudiants no saben escriure correctament el seu nom.

## Reparatiment
- Fernando Fernán Gómez - Hermano Prefecto
- Héctor Alterio - Hermano Director
- José Sacristán - Nou director
- Luis Ciges - Hermano Angel
- José Franco - Hermano Enfermero
- Ángel Álvarez - Hermano Pedro
- Manuel Guitián - Hermano Húngaro
- Iñaki Miramón - Julián
- Enrique San Francisco - Jesús